# 朱直光
朱直光（1915年—1990年），男，湖北阳新人，中国人民解放军少将。

## 生平
生于湖北省阳新县木港镇大屋阪。1931年加入共青团，1932年参加中国工农红军，同年由团转入中国共产党。
土地革命战争时期，任湘鄂赣红十六师卫生队队长，湘鄂赣军区卫生部材料股股长、疗养所所长。参与湘鄂赣边区三年游击战争。抗日战争时期，任新四军第四支队八团卫生队队长，第二师六旅卫生部部长，二师独立旅卫生部副部长。
解放战争时期，任华中军区第六后方医院院长，华东军区第十后方医院院长，华东军区前方卫生部医务主任。中华人民共和国成立后，任第九兵团卫生部部长，中国人民志愿军后勤部卫生部第一副部长，华东军区后勤部卫生部副部长，福州军区后勤部副部长、顾问。1964年晋升为少将军衔。
1990年4月7日在福州逝世，终年76岁。

## 军衔
- 大校（1955年）[6]
- 少将（1964年）

## 荣誉
二级八一勋章、二级独立自由勋章、二级解放勋章、一级红星功勋荣誉章。